# Alexandru Lipcan (scriitor)
Alexandru Lipcan (în rusă Александр Липкан; n. 21 august/3 septembrie 1908, Cahul, gubernia Basarabia, Imperiul Rus – d. 10 iulie 1977, Chișinău, RSS Moldovenească, URSS) a fost un scriitor, jurnalist și traducător sovietic moldovean.

## Biografie
S-a născut în târgul Cahul din ținutul Ismail, gubernia Basarabia (Imperiul Rus). În 1934 a absolvit Facultatea de Drept a Universității din București. A participat la luptele celui de-Al Doilea Război Mondial.
După război, în anii 1940 a început să lucreze ca jurnalist.
Este autorul romanelor Deșteptarea (Пробуждение, 1952), Drumul cu plopi (Дорога тополей, 1956) și Lumini la răspântii (1976), povestirii Brumele cad dimineața (1961), culegerilor de proze Când se coace poama (1958), Iulie – luna lui cuptor (1967), ș.a. A tradus din clasica rusă și sovietică. 
A tradus în „limba moldovenească” Anna Karenina de Lev Tolstoi, Mama de Maxim Gorki, Pământ desțelenit de Mihail Șolohov etc.
A fost distins cu titlul de „Muncitor emerit al culturii” din RSSM în 1967.
A murit la 10 iunie 1977 la Chișinău. O stradă din Cahul îi poartă numele.